# Elka Wardega
Elka Wardega (ur. 1975 lub 1976 w Australii) – australijska charakteryzatorka filmowa, laureatka Oskara za rok 2015 w kategorii Najlepsza charakteryzacja.

## Życiorys
Mentorem Elki Wardegi był Bob McCarron, została wybitną specjalistką w tzw. makijażu protetycznym. Uczestniczyła w nominacjach do Oscara filmów, które zdobywały nagrody takich jak Matrix, Moulin Rouge!, Opowieści z Narnii: Lew, czarownica i stara szafa i Hobbit: Niezwykła podróż, ona jednak nie otrzymała wówczas nominacji. Za pracę nad Mad Max: Na drodze gniewu ona oraz Lesley Vanderwalt i Damian Martin otrzymali Oscara w kategorii najlepszy makijaż i najlepsze fryzury podczas 88. ceremonii wręczenia Oscarów.
Jest mężatką i mieszka w Woodford w stanie Queensland od czasu przeprowadzki z Sydney.

## Filmografia
- 1998: Mroczne miasto
- 1999: Matrix
- 2001: Moulin Rouge!
- 2002: Królowa potępionych
- 2002: Scooby-Doo
- 2005: Opowieści z Narnii: Lew, czarownica i stara szafa
- 2008: Opowieści z Narnii: Książę Kaspian
- 2010: Opowieści z Narnii: Podróż Wędrowca do Świtu
- 2011: Stranded (miniatura)
- 2012: Hobbit: Niezwykła podróż
- 2015: Mad Max: Na drodze gniewu
- 2016: Bogowie Egiptu
- 2016: Przełęcz ocalonych
- 2017: Ghost in the Shell